# 1987 na ciência

## Eventos
- A Supernova SN 1987A, situada na Grande Nuvem de Magalhães, foi a única supernova visível a olho nu em todo o Século XX.
- A comissão Brundtland, que investigava as mudanças climáticas, divulga um relatório chamando atenção para a deterioração do planeta causada pelo ser humano.
- Lançamento pelo Instituto Hidrográfico Português da primeira bóia ondógrafo nos Açores.

## Nascimentos
| Data | Nome | Profissão | Nacionalidade | Observações | Ref |
| ---- | ---- | --------- | ------------- | ----------- | --- |

## Mortes
| Data           | Nome                          | Profissão               | Nacionalidade      | Observações                                          | Ref         |
| -------------- | ----------------------------- | ----------------------- | ------------------ | ---------------------------------------------------- | ----------- |
| 7 de fevereiro | Adriaan van Wijngaarden       | matemático              | Países Baixos      | n. 1916                                              |             |
| 19 de março    | Louis de Broglie              | físico                  | França             | n. 1892 Nobel da Física 1938 Medalha Max Planck 1938 | [ 1 ] [ 2 ] |
| 27 de maio     | John Howard Northrop          | químico                 | Estados Unidos     | n. 1891 Nobel da Química 1946                        | [ 3 ]       |
| 18 de julho    | Gilberto Freyre               | sociólogo e antropólogo | Brasil             | n. 1900                                              |             |
| 26 de agosto   | Georg Wittig                  | químico                 | Alemanha           | n. 1897 Nobel da Química 1979                        | [ 3 ]       |
| 13 de outubro  | Walter Houser Brattain        | físico                  | Estados Unidos     | n. 1902 Nobel da Física 1956                         | [ 1 ]       |
| 20 de outubro  | Andrei Nikolaevich Kolmogorov | matemático              | União Soviética    | n. 1903                                              |             |
| 5 de novembro  | João Cosme Santos Guerreiro   | professor e matemático  | Portugal           | n. 1923                                              |             |
| 2 de dezembro  | Luis Federico Leloir          | médico e bioquímico     | França / Argentina | n. 1906 Nobel da Química 1970                        | [ 3 ]       |
| 3 de dezembro  | Pierre Mollaret               | neurologista            | França             | n. 1898                                              |             |

## Prémios

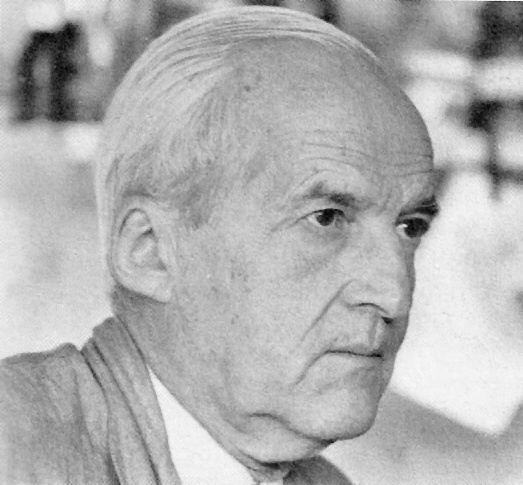
Luis Federico Leloir
1906 - 1987

### Medalha Albert Einstein
- Jeanne Hersch[4]

### Medalha Bigsby
- Nick Kuznir[5]

### Medalha Bruce
- Edwin E. Salpeter[6]

### Medalha Copley
- Robert Hill[7]

### Medalha Davy
- Alec John Jeffreys[8]

### Medalha Real
- Gustav Victor Rudolf Born,[9] Eric James Denton[9] e Francis Graham-Smith[9]

### Prémio Nobel
- Física — Johannes Georg Bednorz,[1] Karl Alexander Müller.[1]
- Química — Donald J. Cram,[3] Jean-Marie Lehn,[3] Charles J. Pedersen.[3]
- Medicina — Susumu Tonegawa.[10]
- Economia — Robert M. Solow.[11]

### Prémio Turing
- John Cocke[12]

### Prémio Wolf
- Prêmio Wolf de Matemática — Kiyoshi Ito[13] e Peter Lax[13]
- Prêmio Wolf de Física — Riccardo Giacconi,[14] Bruno Rossi[14] e Herbert Friedman[14]